# Олімпійський комітет Ліхтенштейну
Олімпійський комітет Ліхтенштейну (нім. Liechtenstein Olympic Committee) — національний олімпійський комітет, котрий представляє Ліхтенштейн.
Штаб-квартира комітету розташовано в місті Шан. Засновано у 1935 році і офіційно визнано МОК в тому ж році. Чинним головою є Лео Кранц (нім. Leo Kranz).